# Olia Tira
Olia Tira (Potsdam, 1º agosto 1988) è una cantante moldava.

## Biografia
Nata da una famiglia militare sovietica a Potsdam, nella Repubblica Democratica Tedesca, dove ha trascorso alcuni anni, successivamente si è trasferita a Chișinău. La sua prima apparizione in festival e concerti è stata a quattordici anni.
Ha frequentato la scuola a Cahul e attualmente è una studentessa della Accademia di Musica, Teatro e Belle Arti a Chisinau. Il primo album di Tira, Your Place or Mine?, è stato pubblicato nel dicembre 2006 da Nordika Multimedia. Le canzoni sono tutte scritte da Ruslan Taranu.

### Partecipazione all'Eurovision Song Contest
Dopo aver partecipato nel 2006, 2007 e alle finali nazionali moldave 2009 aggiudicandosi il quarto posto alla finale nazionale, è stata selezionata per rappresentare la Moldavia all'Eurovision Song Contest 2010 insieme ai SunStroke Project, piazzandosi al ventiduesimo posto. 
La sua partecipazione all'Eurovision Song Contest 2010 è famosa per l'esibizione durante la canzone Run Away del sassofonista Sergey Stepanov (chiamato su internet "Epic Sax Guy"), che è diventato uno dei meme di YouTube.